# Delta Tauri
Delta Tauri (Secunda Hyadum, δ Tau) – gwiazda w gwiazdozbiorze Byka. Znajduje się około 156 lat świetlnych od Słońca.

## Nazwa
Gwiazda ma tradycyjną nazwę Secunda Hyadum (z łac. „Druga z Hiad”), jako że należy do gromady Hiad. Oznaczenie Bayera Delta Tauri dzielą z nią dwie optycznie bliskie gwiazdy, 64 Tauri (δ² Tau) i 68 Tauri (δ³ Tau), dlatego bywa ona określana jako Delta-1 Tauri (δ¹ Tau). Międzynarodowa Unia Astronomiczna w 2017 roku formalnie zatwierdziła użycie nazwy Secunda Hyadum dla określenia tej gwiazdy.

## Charakterystyka
Jest to olbrzym należący do typu widmowego K0. Gwiazda ma temperaturę ok. 4830 K i jasność 74 razy większą niż jasność Słońca. Jej promień jest ponad 12 razy większy niż promień Słońca, a masa 2,6 razy większa od masy Słońca. Wiek całej gromady to około 650 milionów lat, co odpowiada stanowi ewolucyjnemu tej gwiazdy.
Delta Tauri jest gwiazdą spektroskopowo podwójną o okresie orbitalnym 529,8 doby. Zaobserwowanie słabszego składnika jest możliwe dzięki zakryciom gwiazdy przez Księżyc. Obiekt δ Tau Ab o wielkości obserwowanej 9,50m, odległy o 0,5 sekundy kątowej od głównego składnika Aa (pomiar z 2004 r.) może być tą wcześniej wykrytą spektroskopowo towarzyszką. W 1972 roku została jednak zaobserwowana też inna kandydatka, oznaczona Ac, o wielkości obserwowanej 12,9m. Przy takiej jasności byłby to czerwony karzeł typu M.
Delta Tauri ma też dalszą optyczną towarzyszkę, składnik B o wielkości obserwowanej 13,21m, odległy o 111,8″ od olbrzyma (w 2009 roku). Gdyby te gwiazdy były związane grawitacyjnie, to δ Tau B byłaby czerwonym karłem typu M0, oddalonym o co najmniej 5200 au od olbrzyma, z okresem orbitalnym co najmniej 230 tysięcy lat. Tak słabo związana para zostałaby jednak łatwo rozdzielona przez grawitację innych członków gromady.